# 颜盏门都
颜盏门都，金朝将领，隆州（治今吉林农安）帕里干山人，女真族，颜盏氏。
金太宗天会年间，随兄羊艾在军中，羊艾阵亡，代兄充军，隶属于完颜杲帐下。屡从征战，随军定陕右，为蒲辇，隶属于监军完颜杲亲管万户，攻饶风关。金熙宗天眷初年，完颜杲被定国军节度使李世辅所劫，颜盏门都率兵救下完颜杲，以功迁明威将军。跟随完颜杲招复陕西，进至凤翔，受命抚定诸路。皇统初年，升任广威将军。皇统四年（1144年），授同知通远军节度使事，改知保安军事。完颜亮天德三年（1151年），为丹州刺史，兼知军事。正隆初年，为宁州刺史。金世宗大定初年，宋将吴璘等军兵数十万人攻占秦陇，颜盏门都受命为勇烈军都总管，率军反攻，大定二年（1162年），再据秦陇，以功升任金吾卫上将军，授通远军节度使，大定五年（1165年），改庆阳尹兼本路兵马都总管，在任上去世。